# Ball for Me
Ball for Me è un singolo del rapper statunitense Post Malone, pubblicato l'8 maggio 2018 come quarto estratto dal secondo album in studio Beerbongs & Bentleys.
Il brano vede la partecipazione della rapper trinidadiana Nicki Minaj.

## Formazione
Musicisti
- Post Malone – voce
- Nicki Minaj – voce aggiuntiva
- Louis Bell – strumentazione, programmazione

Produzione
- Louis Bell – produzione, produzione vocale, registrazione
- Manny Marroquin – missaggio
- Chris Galland – assistenza al misaggio
- Robin Florent – assistenza al misaggio
- Scott Desmarais – assistenza al misaggio
- Mike Bozzi – mastering

## Classifiche

### Classifiche settimanali
| Classifica (2018) | Posizione massima |
| ----------------- | ----------------- |
| Australia         | 14                |
| Austria           | 35                |
| Canada            | 7                 |
| Estonia           | 17                |
| Francia           | 198               |
| Germania          | 73                |
| Grecia            | 51                |
| Irlanda           | 23                |
| Italia            | 92                |
| Lettonia          | 37                |
| Paesi Bassi       | 39                |
| Portogallo        | 39                |
| Regno Unito       | 70                |
| Repubblica Ceca   | 47                |
| Slovacchia        | 19                |
| Stati Uniti       | 16                |
| Svezia            | 47                |

### Classifiche di fine anno
| Classifica (2018) | Posizione |
| ----------------- | --------- |
| Canada            | 82        |